# City of Gods
«City of Gods» (с англ. — «Город Богов») — песня американских музыкантов Fivio Foreign, Канье Уэста и Алиши Киз. Она была выпущена 11 февраля 2022 в качестве ведущего сингла с дебютного студийного альбома Fivio Foreign B.I.B.L.E. и одиннадцатого студийного альбома Канье Уэста Donda 2. В песне Киз интерполирует припев из песни «New York City» (2015) группы Chainsmokers.
Сольная версия в исполнении Алиши Киз была выпущена в качестве сингла 7 апреля 2022 года. Музыкальное видео вышло в тот же день на сервисе Vevo.

## История
Уэст и Fivio Foreign впервые работали вместе над песней «Off the Grid», выпущенной на альбоме Уэста Donda в 2021 году. Уэст позвонил Fivio Foreign для записи на Мерседес-Бенц Стэдиум в ночь перед мероприятием посвященному Donda. По словам Fivio Foreign, Уэст похвалил куплет, который рэпер записал для песни «Off the Grid», и сказал, что он напоминает ему Jay-Z. Перед выпуском Donda Fivio Foreign сообщил своим поклонникам в Twitter, что Уэст выступит исполнительным продюсером его предстоящего альбома B.I.B.L.E. 5 февраля 2022 года Fivio Foreign написал в Twitter: «Я не буду врать, Йе дал мне гостевой куплет года. В этом куплете он [Уэст] читал как сумасшедший».
Когда Fivio Foreign начинал делать бит для «City of Gods», он использовал сэмпл из трека «New York City» группы The Chainsmokers. Когда он воспроизвёл его Уэсту, тот сказал: «Йоу, я вижу что-то в этой песне» и попросил Fivio прислать бит, чтобы он мог его доделать. Одним из изменений, внесенных Уэстом, стало использование вокальных партий в исполнии Алиши Киз вместо сэмпла. Первоначально Fivio читал «В Нью-Йорке нет короля, нет главного», и когда он исполнил его для Уэста, тот сказал: «Ты должен сказать, что ты король Нью-Йорка». Тогда Fivio предложил ему прочитать «Pop был королем Нью-Йорка, теперь я — главный» (тем самым отдавая дань уважения покойному рэперу Pop Smoke), на что Уэст ответил: «Йоу, так даже лучше!».
Песня посвящена покойному рэперу, другу Fivio Foreign и давнему соавтору TDott Woo, который был застрелен за неделю до выхода песни. В заявлении, опубликованном в связи с выходом песни, Fivio сказал: «TDott. Это мой маленький мальчик. Я никогда не думал, что буду делать что-то подобное без тебя. Ты должен был быть здесь со мной, но ты всегда будешь принцем Города Богов. Твоё имя будет вечно жить со мной. Да здравствует принц TDott».

## Участники записи
Информация взята из Tidal.
Музыка
- Вокал — Fivio Foreign, Канье Уэст, Алиша Киз
- Дополнительный вокал — Playboi Carti
- Продюсеры — AyoAA, Hemz, Канье Уэст, Lil Mav, Ojivolta[англ.], The Chainsmokers, Tweek Tune, Dem Jointz (сопродюсер)
- Дополнительные продюсеры — BoogzDaBeast, Bordeaux, Майк Дин, Non Native, Scoop

Техники
- Сведение — Майк Дин
- Мастеринг — Майк Дин
- Звукорежиссёры — Джон Каннингем, Non Native, Шаан Сингх, Фриц Оуэнс, Лука Задра
- Помощники звукорежиссёра — Шон Солимар, Томми Раш

## Чарты
| Чарт (2022)                            | Высшая позиция |
| -------------------------------------- | -------------- |
| Австралия (ARIA)                       | 66             |
| Канада (Billboard Canadian Hot 100)    | 20             |
| Мир (Billboard Global 200)             | 43             |
| Ирландия (IRMA)                        | 36             |
| Новая Зеландия (RMNZ)                  | 4              |
| Португалия (AFP)                       | 174            |
| ЮАР (RISA)                             | 48             |
| Швеция (Heatseeker, Sverigetopplistan) | 5              |
| Швейцария (Schweizer Hitparade)        | 91             |
| Великобритания (OCC UK Singles)        | 58             |
| Великобритания (OCC UK Hip Hop/R&B)    | 31             |
| США (Billboard Hot 100)                | 46             |
| США (Billboard Hot R&B/Hip-Hop Songs)  | 15             |
| США (Billboard Rhythmic)               | 16             |

## История выпуска
| Регион | Дата            | Формат                       | Лейбл              | Прим.  |
| ------ | --------------- | ---------------------------- | ------------------ | ------ |
| Разные | 11 февраля 2022 | Цифровое скачивание стриминг | Rich Fish Columbia | [ 24 ] |
| США    | 15 февраля 2022 | Urban contemporary radio     | Columbia           | [ 25 ] |

### Комментарии
1. Уэст указан как единственный исполнитель на версии с альбома Donda 2.
2. ↑  Уэст указан как единственный исполнитель на версии с альбома Donda 2.